# Valdez Quirino Lemos
Valdez Quirino Lemos (Maceió, 10 de fevereiro de 1944), mais conhecido como Valdez, é um ex-futebolista brasileiro que atuava como zagueiro.

## Carreira
Valdez foi revelado nas categorias de base do Madureira, mas transferiu-se para o Fluminense em 1961, clube onde profissionalizou-se. Com a camisa tricolor, fez 101 jogos e não marcou nenhum gol.
Em 1968 se transferiu para o Campo Grande Atlético Clube, do Rio de Janeiro.

### Seleção Brasileira
Em 1964, Valdez foi convocado para a Seleção que disputou os Jogos Olímpicos de Tóquio. No torneio, ele foi titular e atuou nas três partidas do Brasil na fase de grupos, contra Egito, Coreia do Sul e Tchecoslováquia.

## Títulos
Fluminense
- Campeonato Carioca: 1964
- Taça Guanabara: 1966
- Torneio Pará-Guanabara: 1966